# Llista de malacòlegs

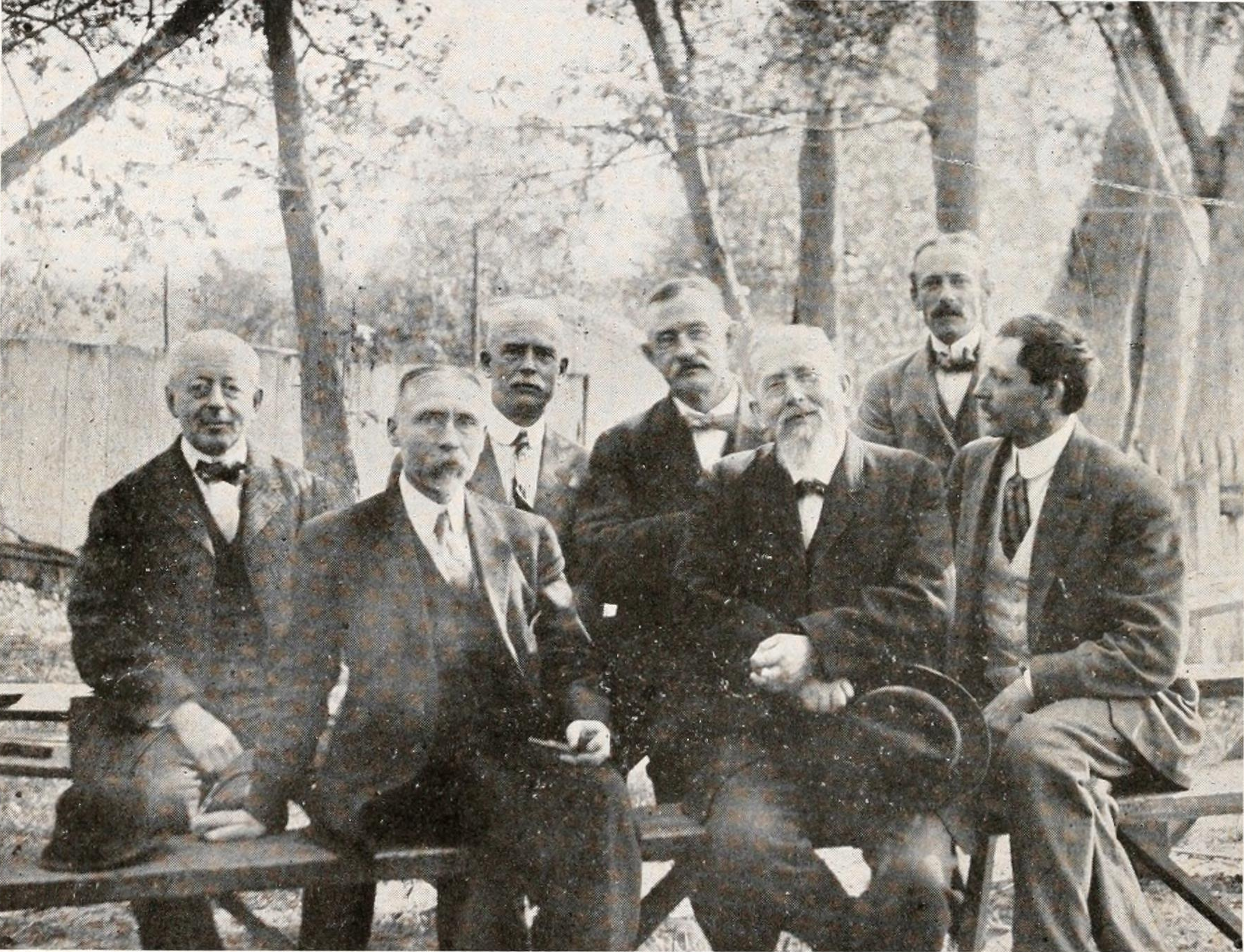
Malacòlegs nord-americans en una reunió a Washington el 1914.
Bryant Walker (1856-1936) (enrere a l'esquerra),
George Hubbard Clapp (1858–1949),
Truman Heminway Aldrich (1848-1932),
John Brooks Henderson Jr. (1870-1923) (enrere a la dreta),
Henry Augustus Pilsbry (1862-1957) (al davant a l'esquerra),
William Healey Dall (1845-1927) (al davant al centre),
Paul Bartsch (1871-1960) (al capdavant a la dreta).

Aquesta llista repren els noms des estudiosos que s'han dedicat a la malacologia, l'estudi de mol·luscs: biòlegs, zoòlegs, naturalistes o paleontòlegs que es van dedicar a l'estudi dels organismes de l'embrancament dels mol·luscs. Com a taxomistes han estudiat i inventariats tàxons de mol·luscs vius o fòssils. La llista encara no és completa, com que continuen descobrint-se noves espècies.

## Llista

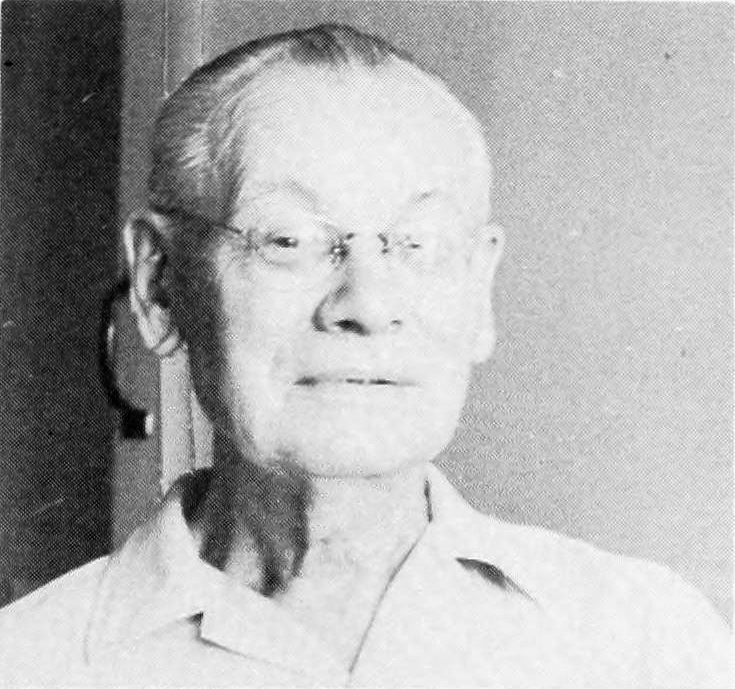
Joseph Charles Bequaert

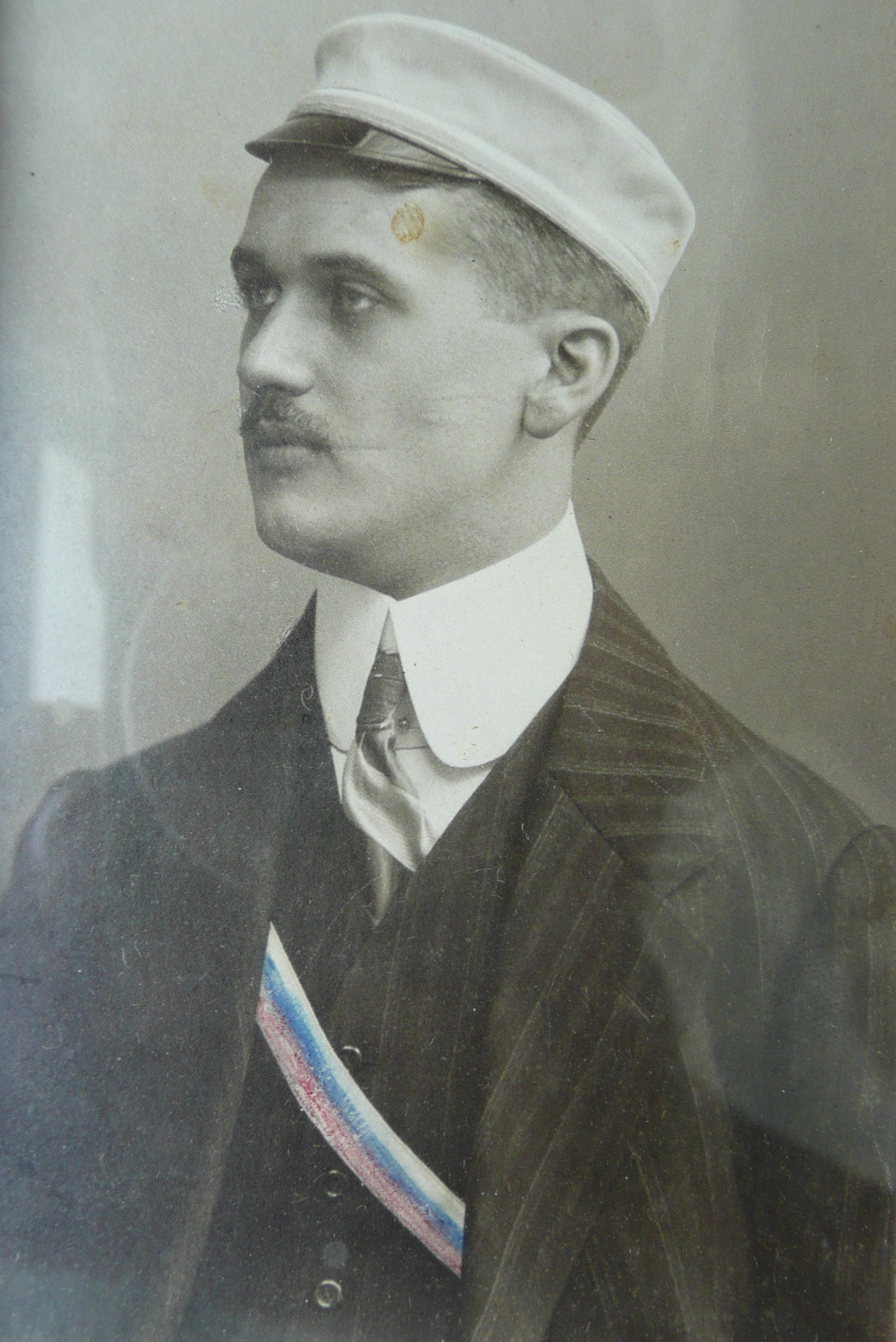
Caesar Rudolf Boettger

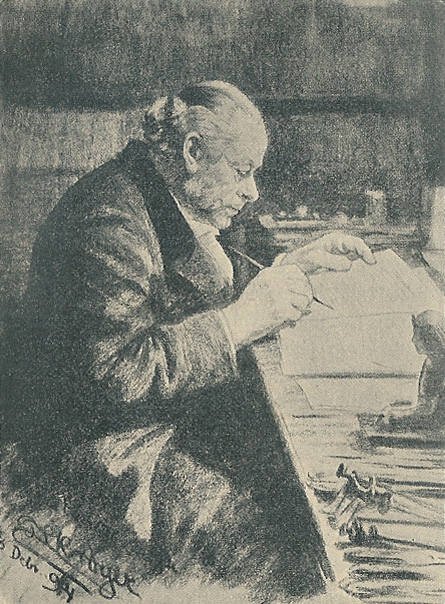
Rudolph Bergh

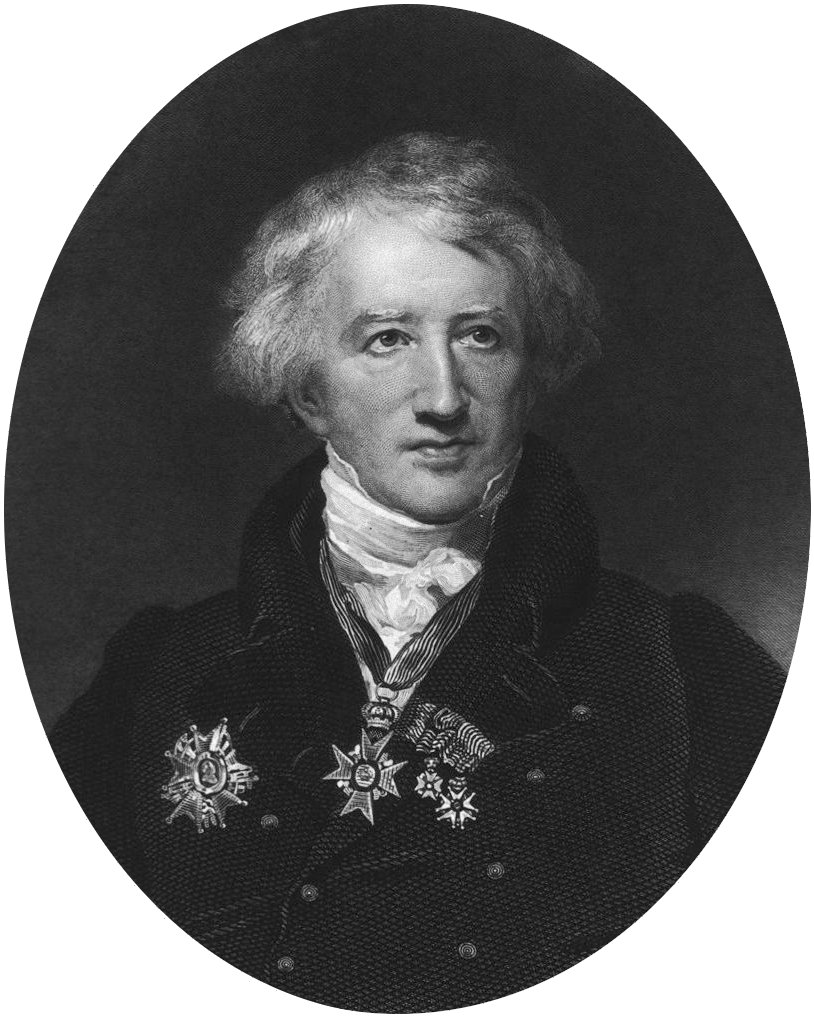
Georges Cuvier

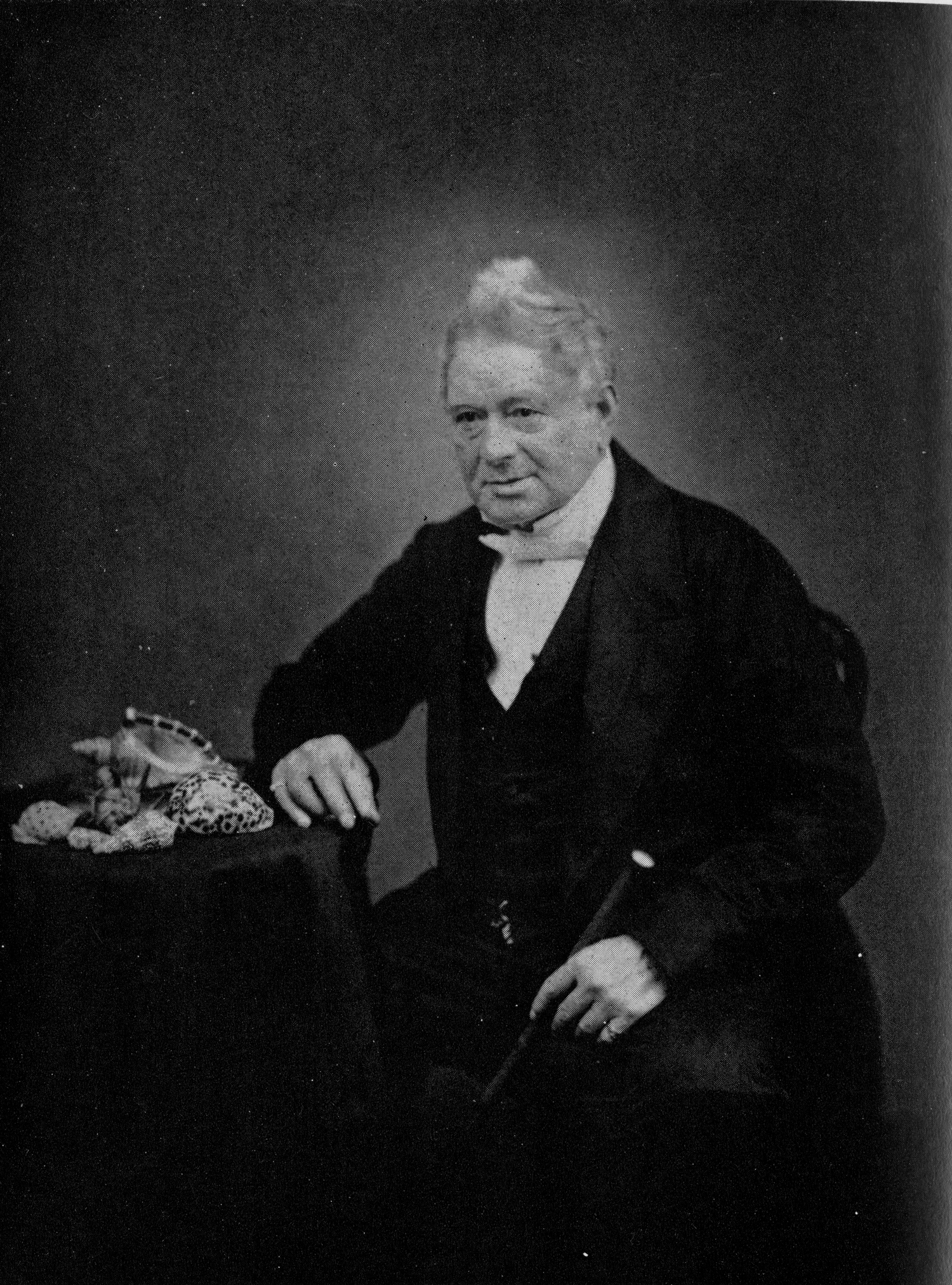
Hugh Cuming

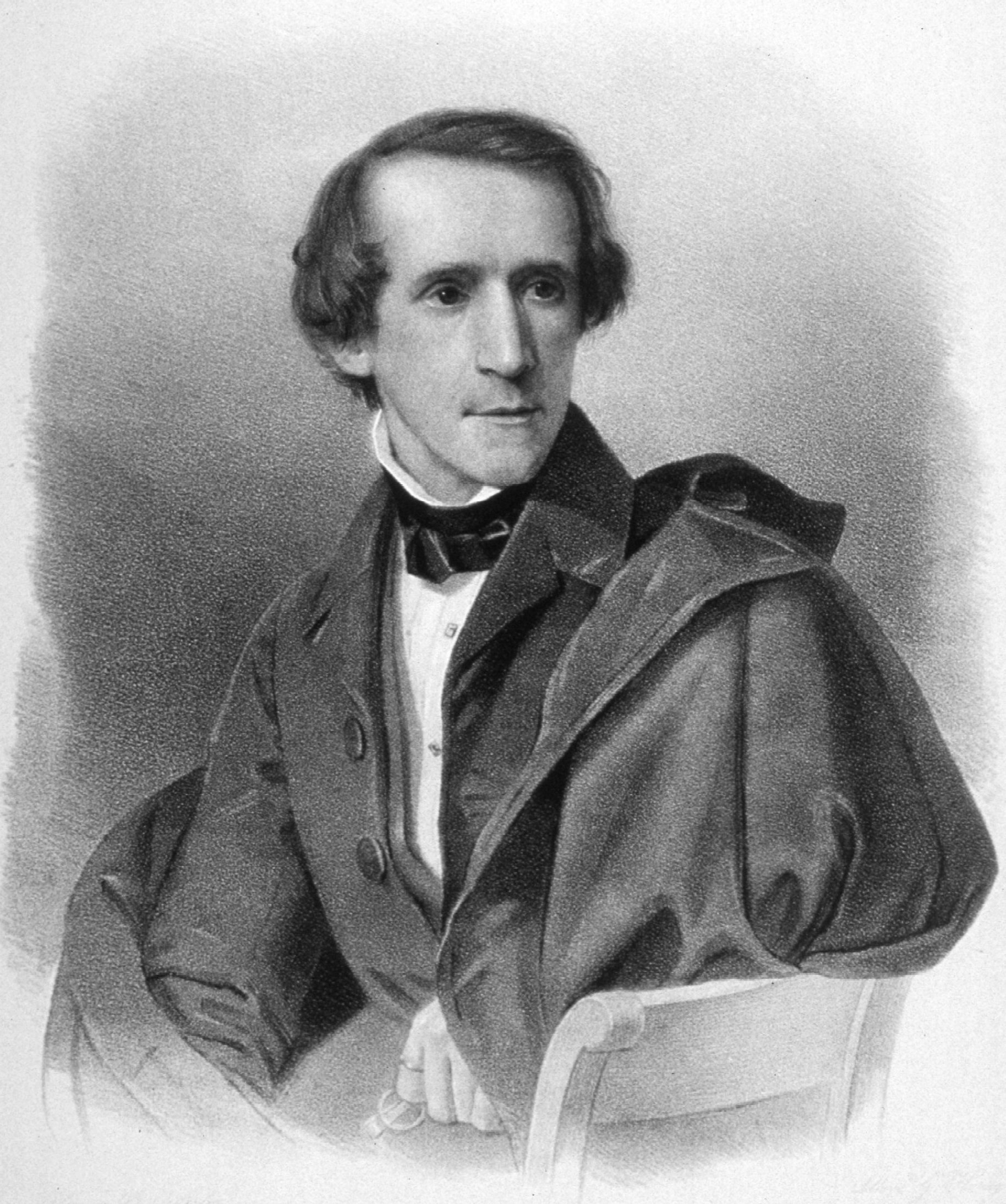
Rudolf Wagner

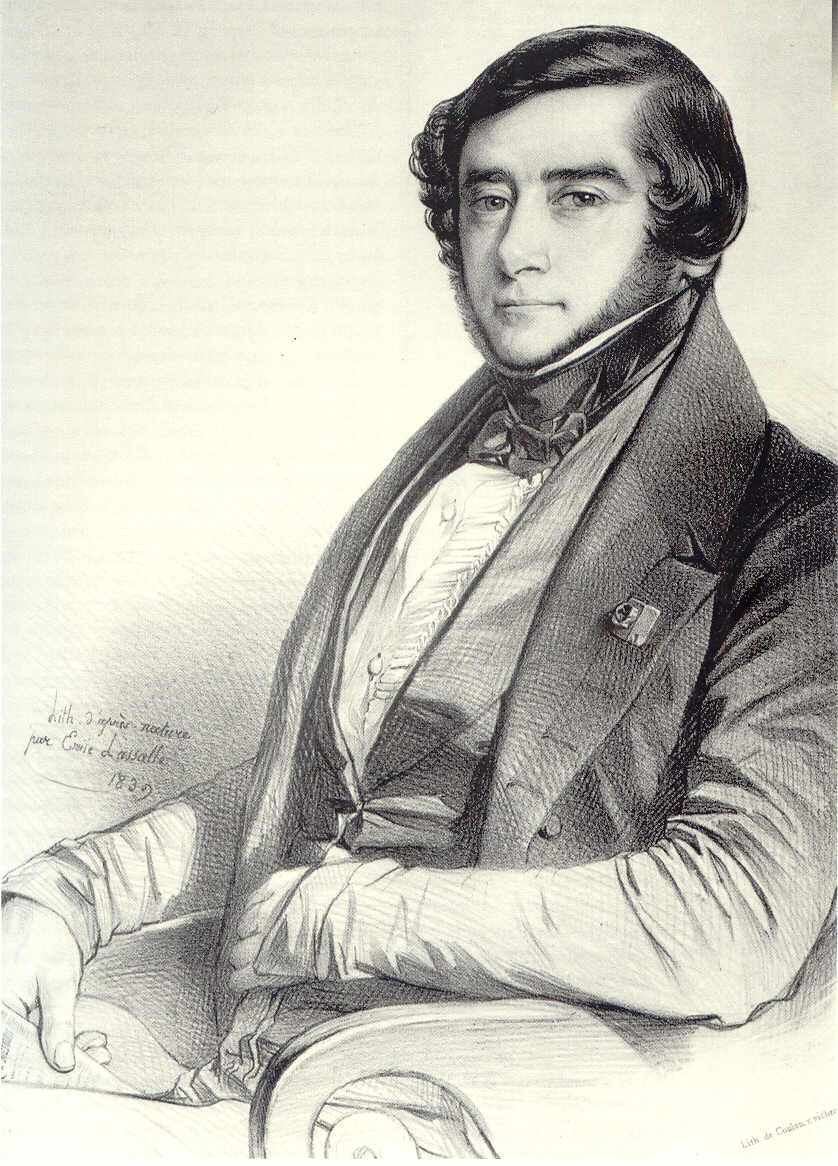
Alcide Dessalines d'Orbigny

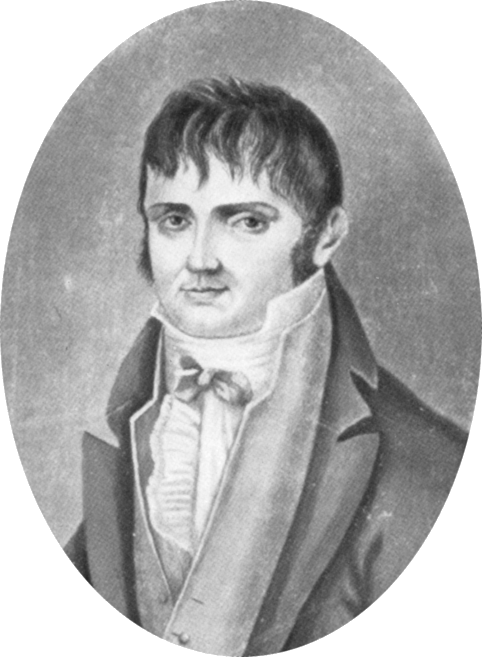
Rafinesque Constantine Samuel

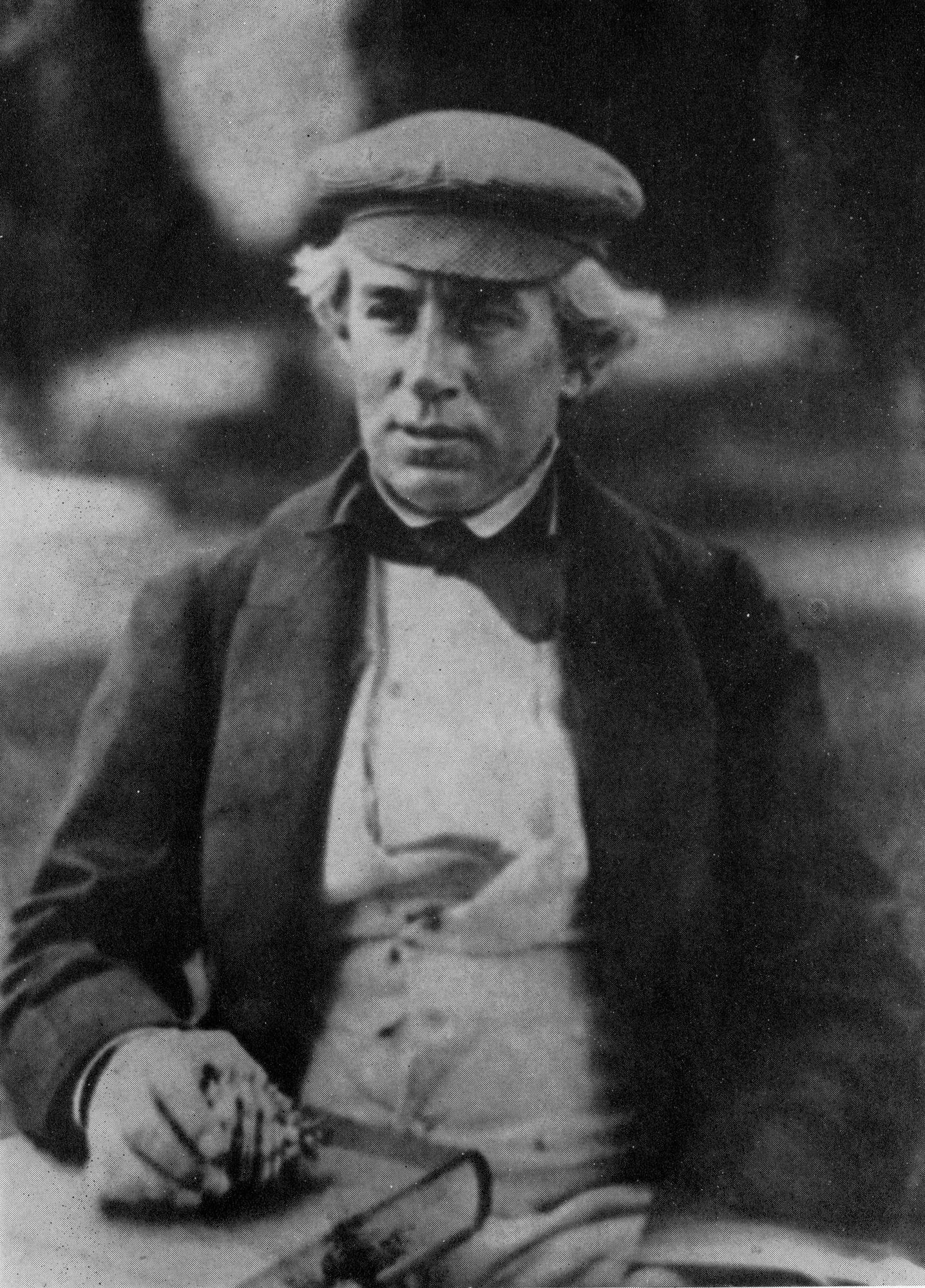
Lovell Augustus Reeve

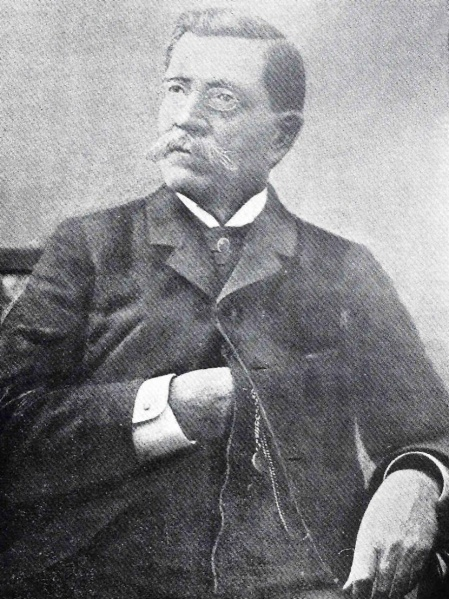
Adolfo Ernst

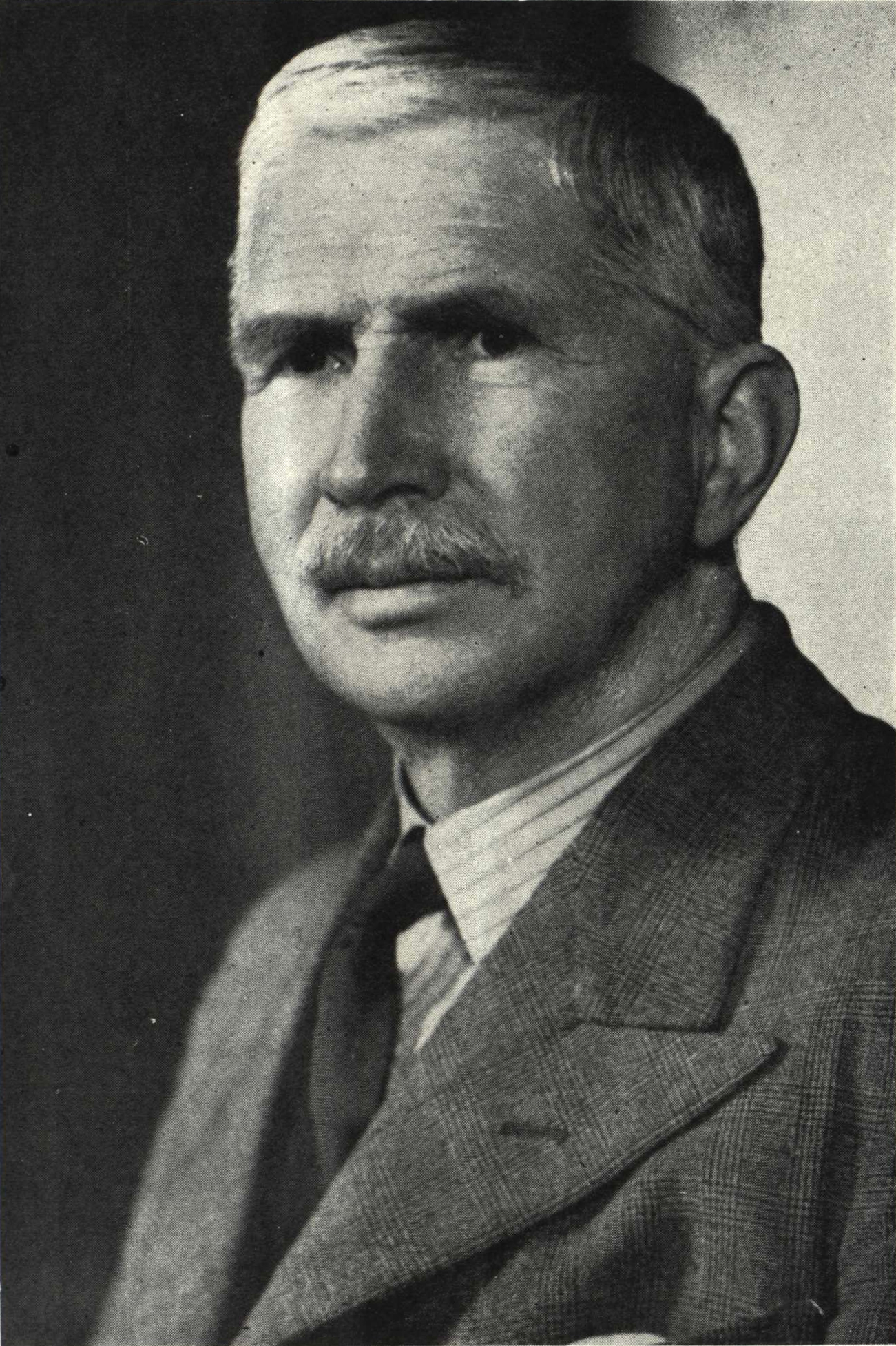
Patrick Marshall

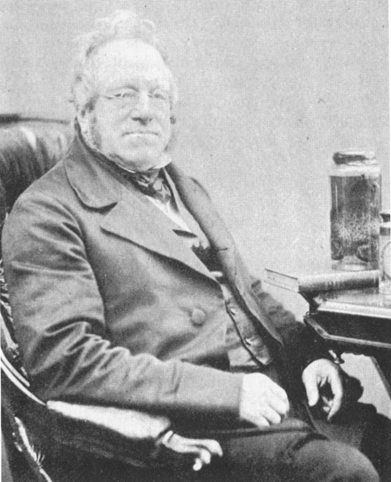
Gray John Edward

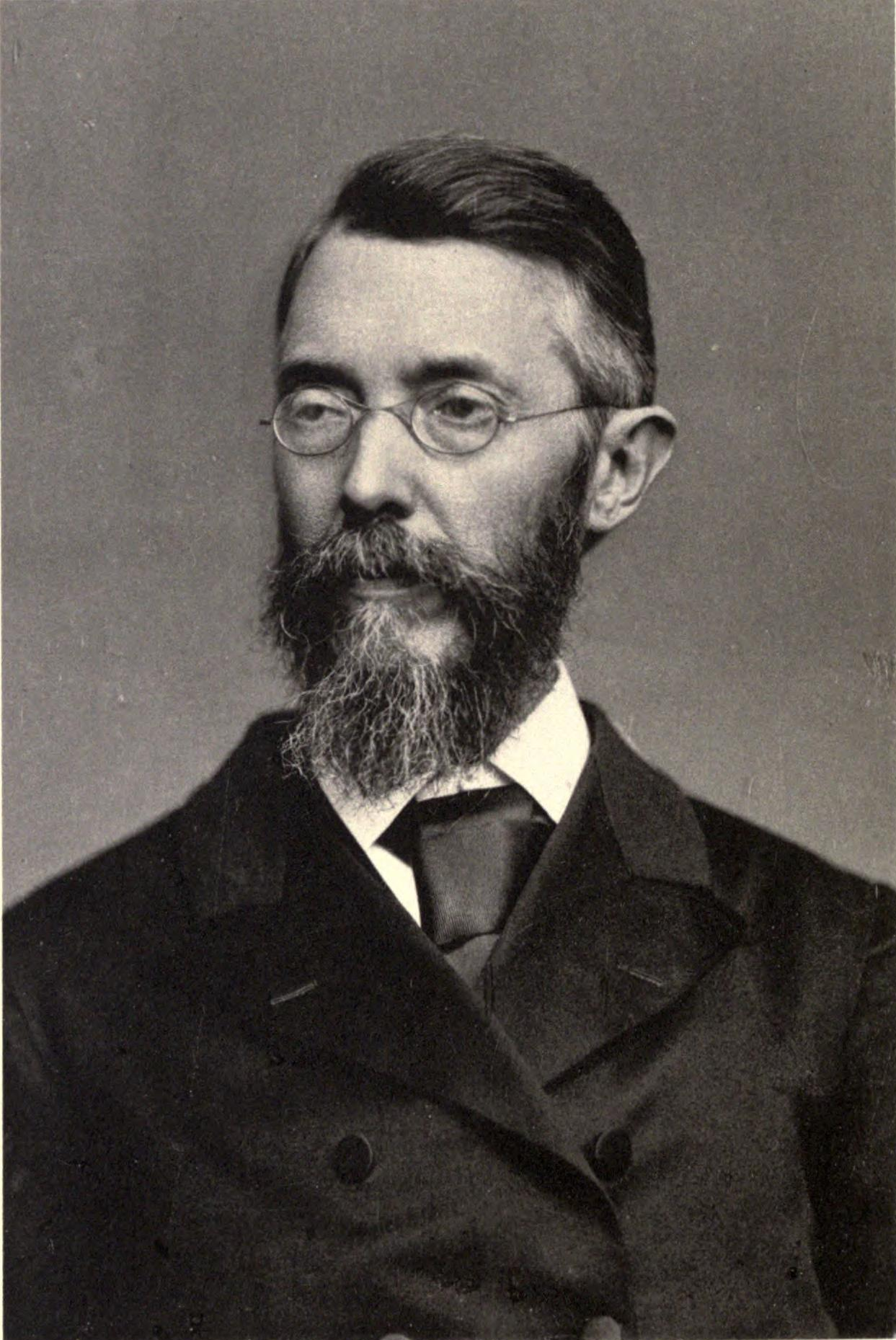
John Thomas Gulick

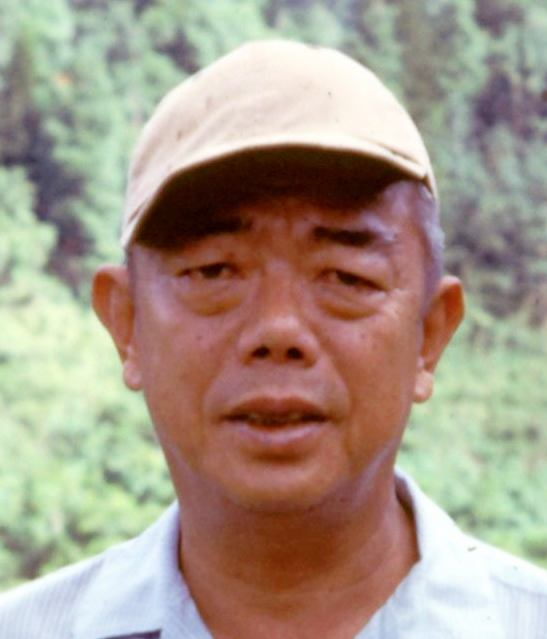
Yoshio Kondo

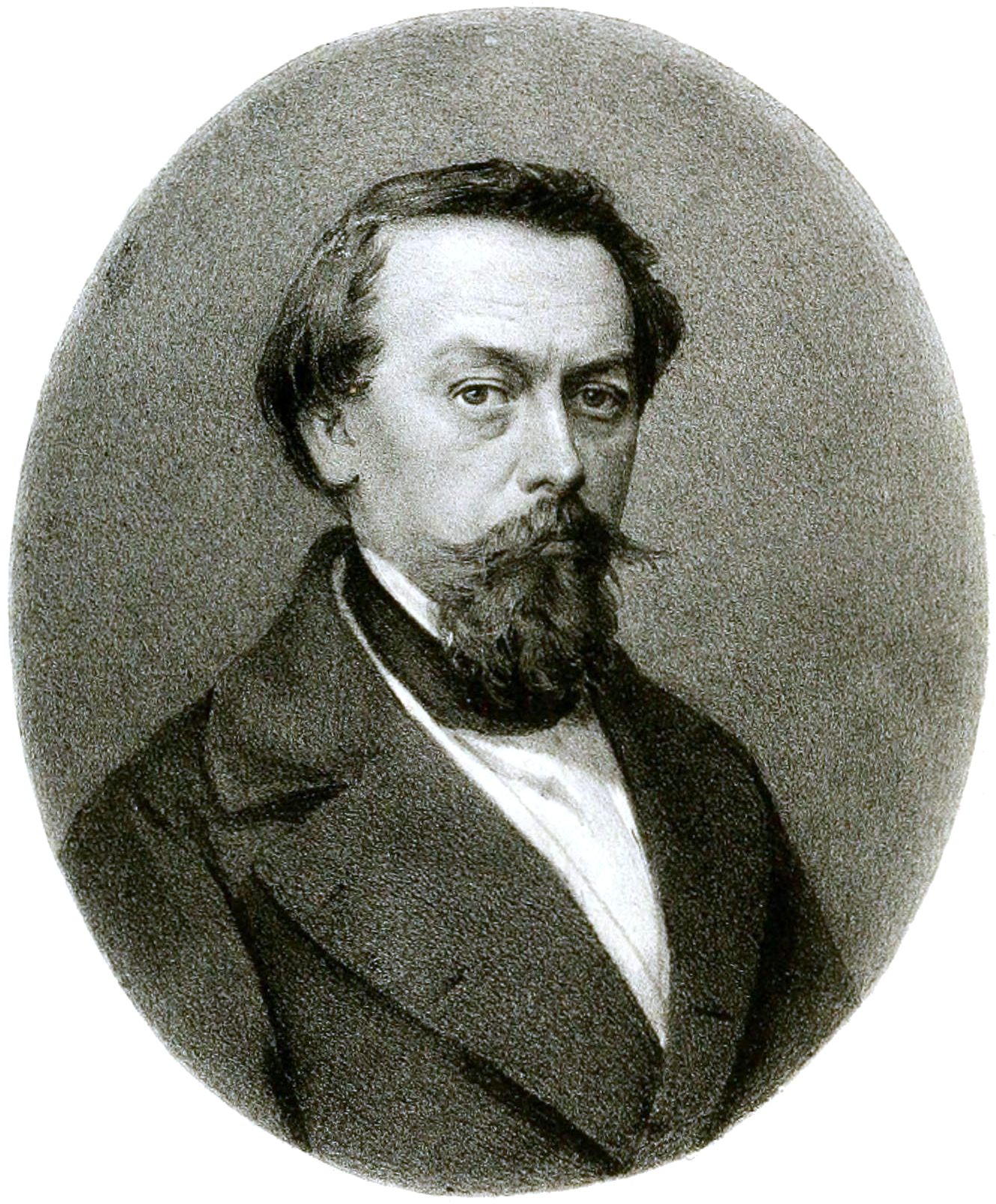
Ludwig Georg Karl Pfeiffer

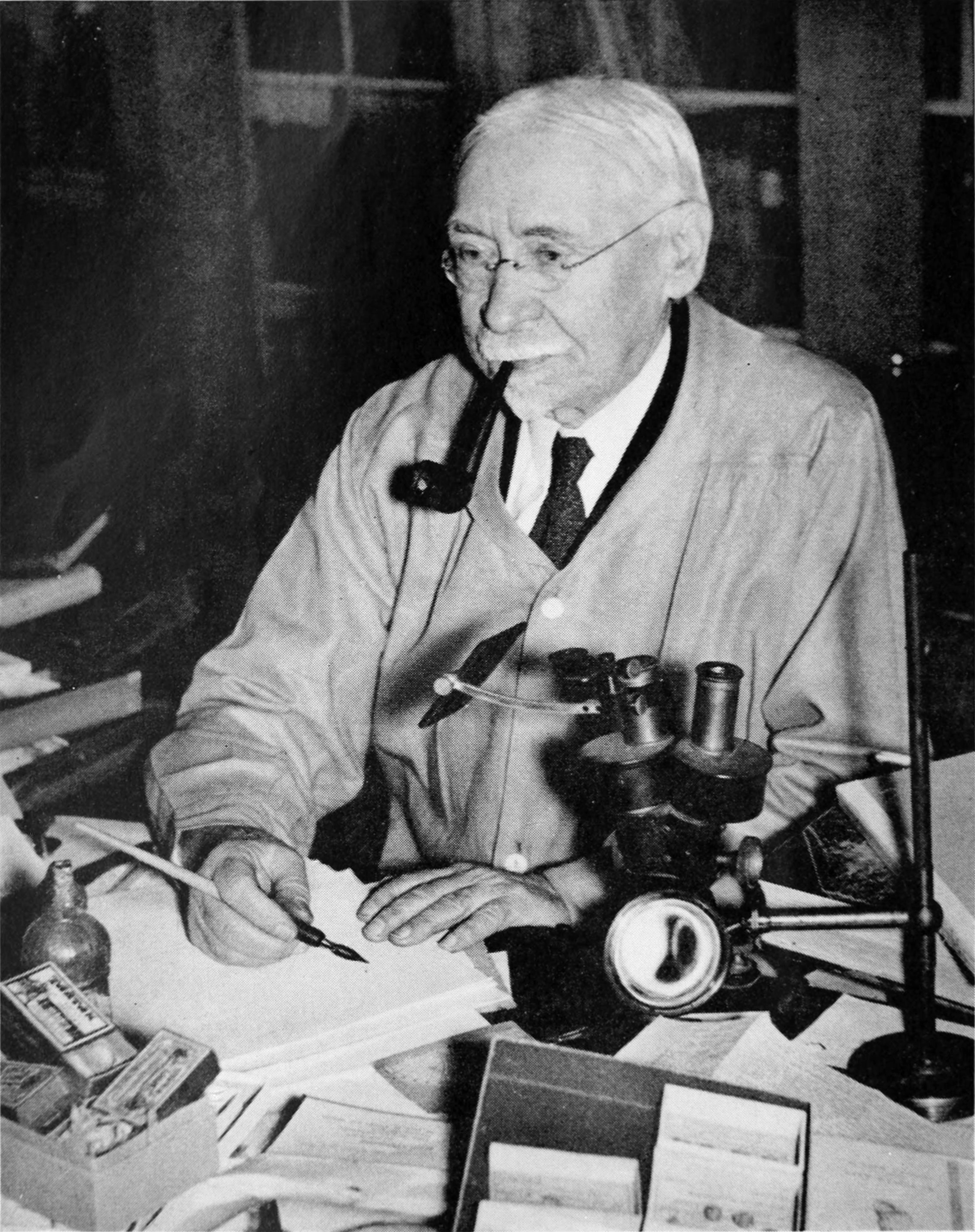
Henry Augustus Pilsbry

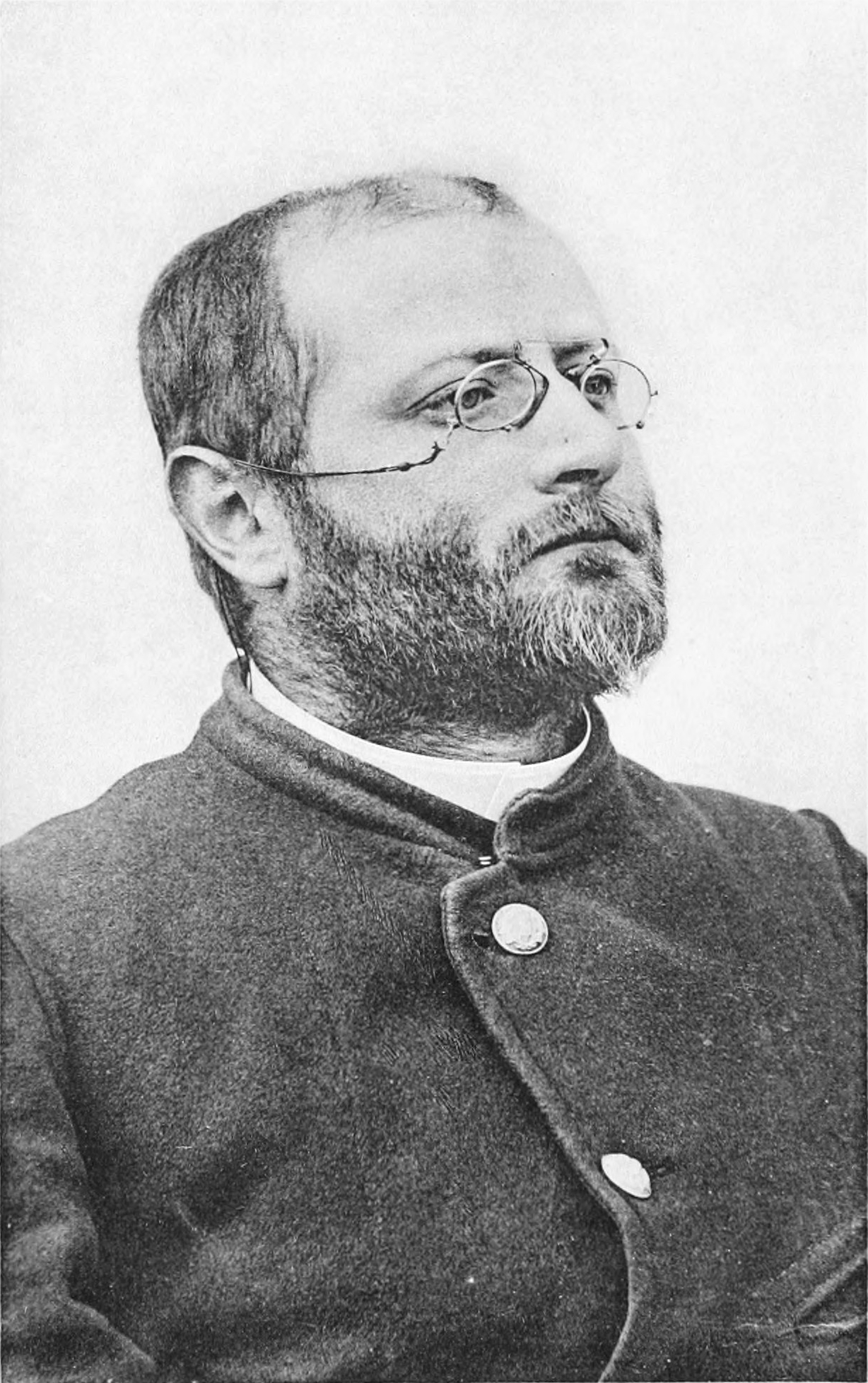
César Marie Félix Ancey

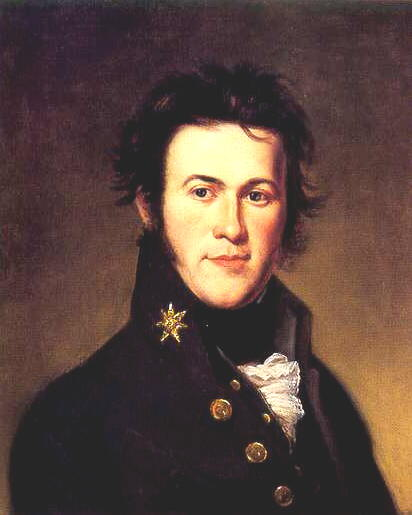
Thomas Say

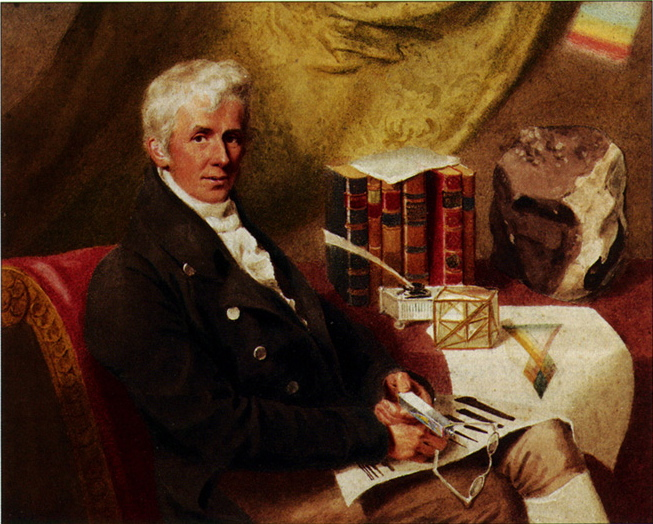
James Sowerby

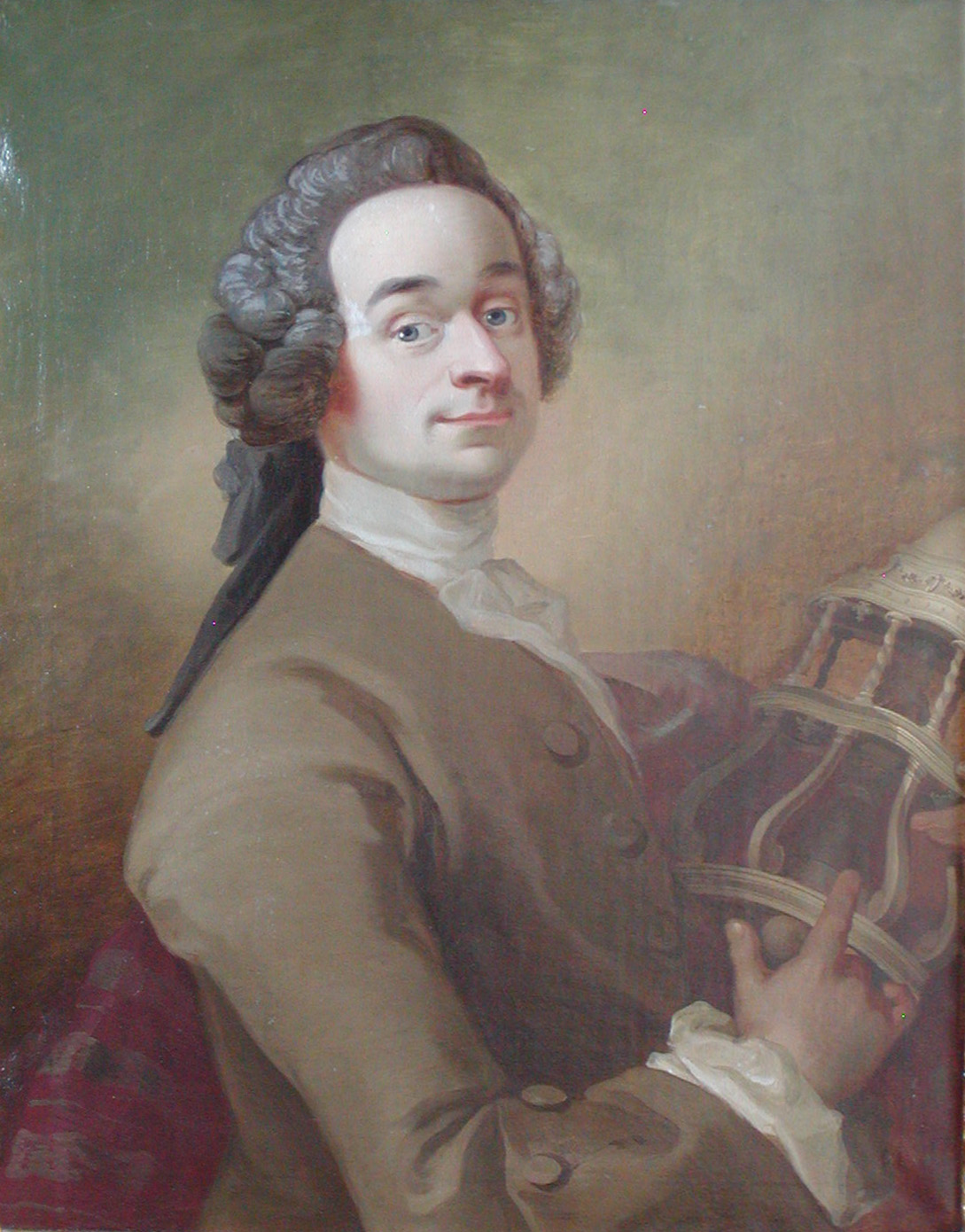
Lorentz Spengler

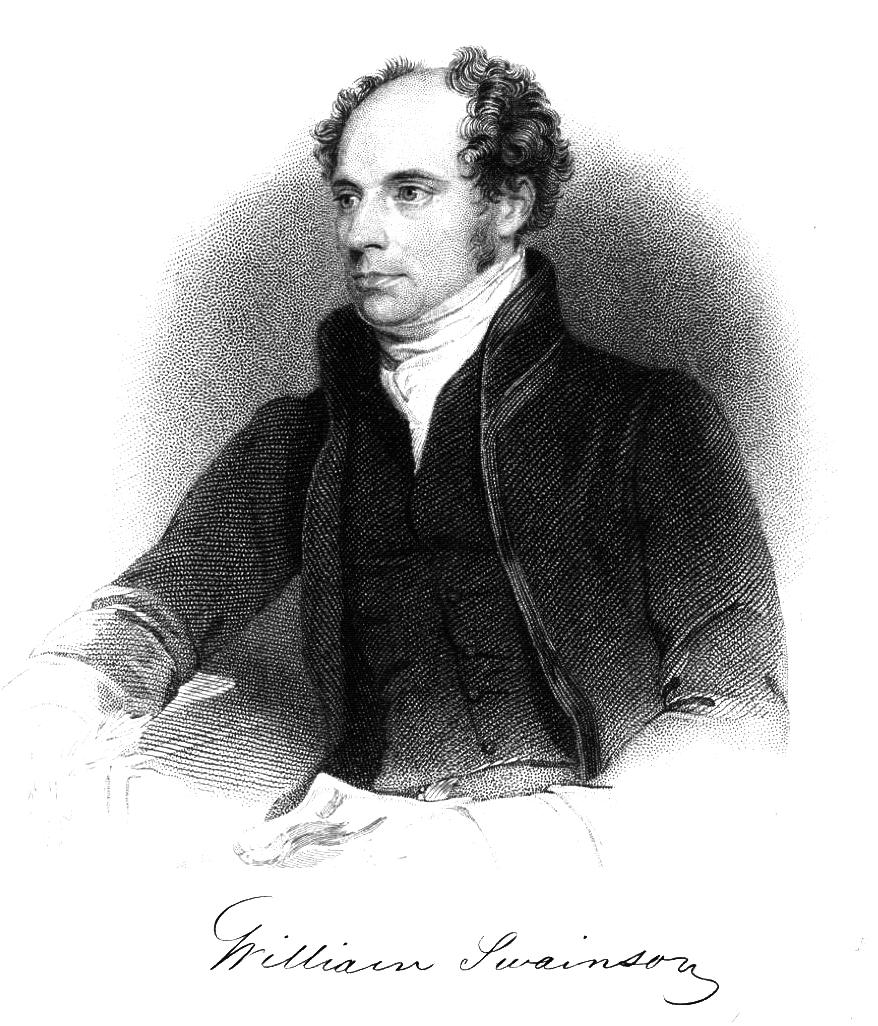
Swainson William

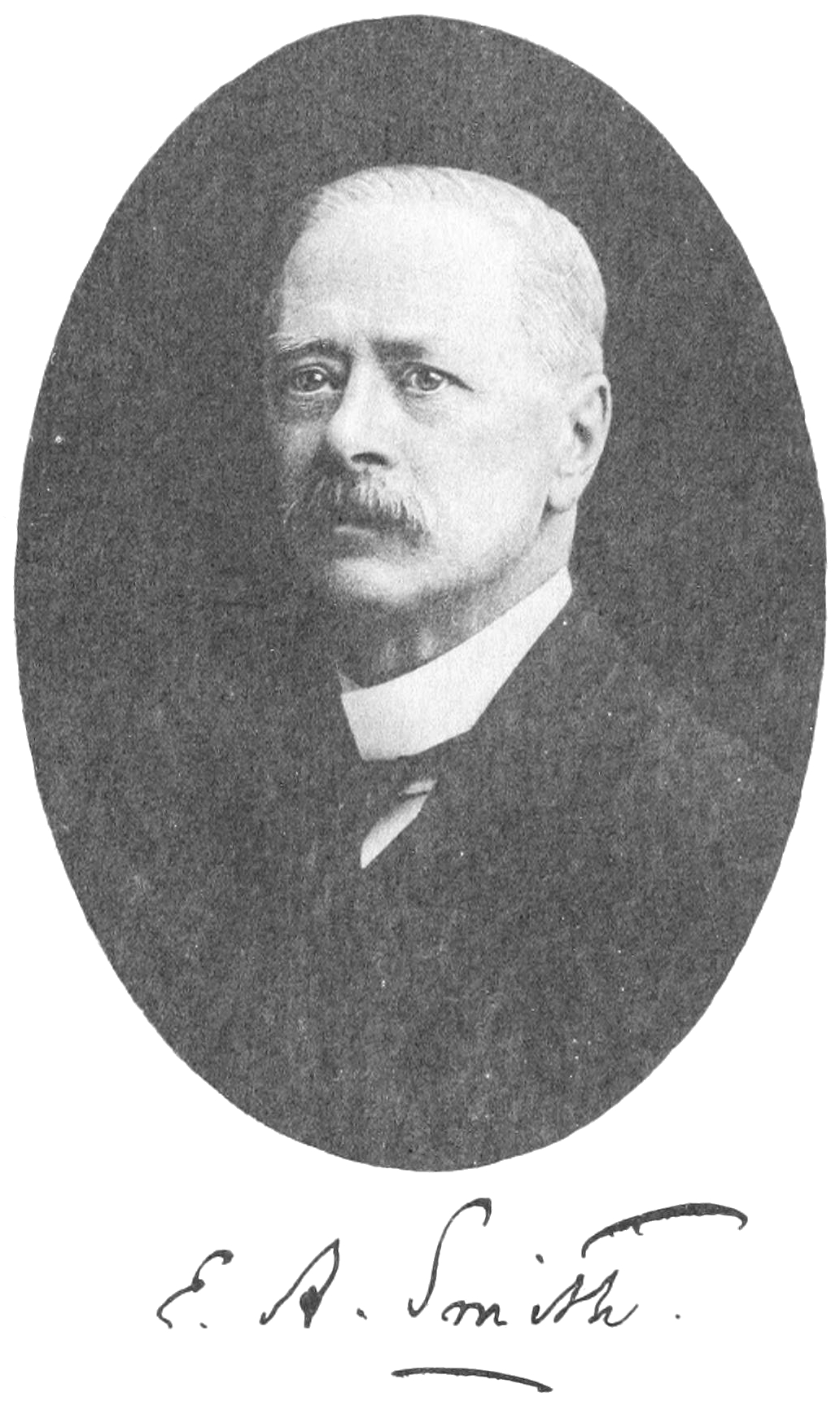
Edgar Albert Smith

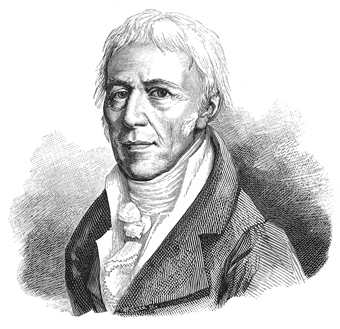
Baptiste Lamarck

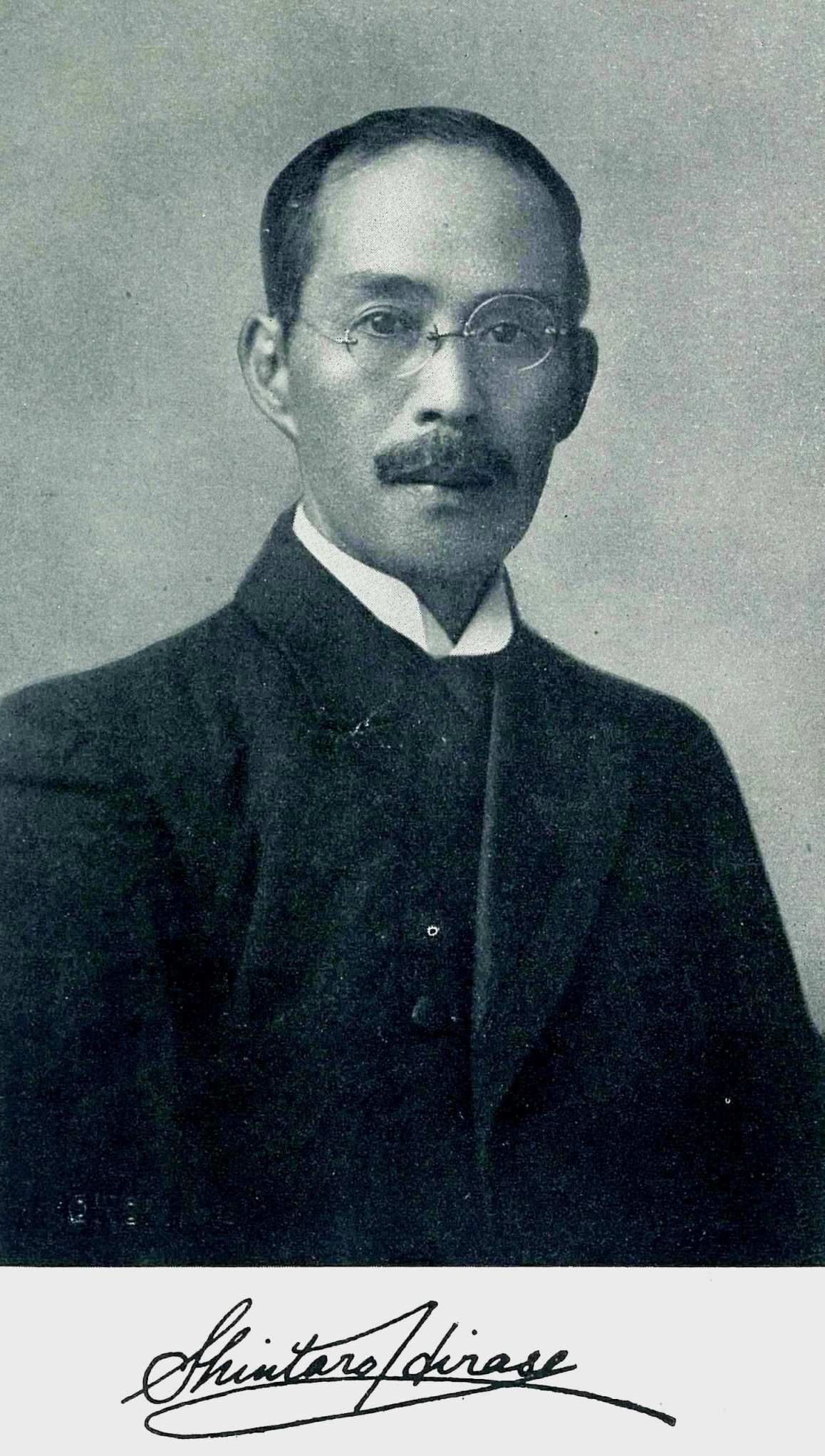
Shintaro Hirase

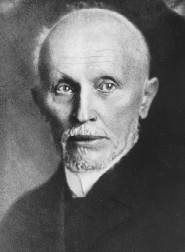
Johannes Thiele

| Nom                                           | Data de naixement | Data de defunció | Nacionalitat                |
| --------------------------------------------- | ----------------- | ---------------- | --------------------------- |
| R Tucker Abbott                               | 1919              | 1995             | Estats Units                |
| William Adam                                  | 1909              | 1988             | Bèlgica                     |
| Charles Baker Adams                           | 1814              | 1853             | Estats Units                |
| Henry Adams                                   | 1813              | 1877             | Regne Unit                  |
| Arthur Adams                                  | 1820              | 1878             | Regne Unit                  |
| P I Aguerrevere                               | ****              | ****             | Veneçuela                   |
| Joshua Alder                                  | 1792              | 1867             | Regne Unit                  |
| Frederick Aldrich                             | 1927              | 1991             | Estats Units                |
| Johann Christian Albers                       | 1795              | 1857             | Alemanya                    |
| Truman Heminway Aldrich                       | 1848              | 1932             | Estats Units                |
| Antônio Firmato de Almeida                    | 19**              | ****             | Brasil                      |
| Luiz Carlos Alvarenga                         | 19**              | ****             | Brasil                      |
| Rafael Budah Alves                            | 1973              | 2011             | Brasil                      |
| Suzana B. Amato                               | 1947              | ****             | Brasil                      |
| César Marie Félix Ancey                       | 1860              | 1906             | França                      |
| J L B Araújo e Hugo                           | 19**              | ****             | Brasil                      |
| Sergio Arias                                  | ****              | ****             | Veneçuela                   |
| Edwin Ashby                                   | 1861              | 1941             | Austràlia                   |
| Jean Victoire Audouin                         | 1797              | 1841             | França                      |
| Florentino Azpeitia y Morós                   | 1859              | 1934             | Espanya                     |
| Katsuyoshi Baba                               |                   |                  | Japó                        |
| Károly Bába                                   | 1935              | 2007             | Hongria                     |
| Kikutaro Baba                                 | 1905              | 2001             | Japó                        |
| Fred Baker                                    | 1854              | 1938             | Estats Units                |
| Horace Burrington Baker                       | 1889              | 1991             | Estats Units                |
| David Dwight Baldwin                          | 1831              | 1912             | Estats Units                |
| Klaus Bandel                                  | 1941              | ****             | Estats Units                |
| John Banister                                 | 1650              | 1692             | Regne Unit                  |
| José Baquez                                   | 1945              | ****             | Veneçuela                   |
| R Wright Barker                               | 18**              | 19**             | Veneçuela                   |
| Paul Bartsch                                  | 1871              | 1960             | Estats Units                |
| Charles Gustave François Hubert Bayer         | 1887              | 1956             | Països Baixos               |
| Frederick Bayer                               | 1921              | 2007             | Estats Units                |
| Henrik Henricksen Beck                        | 1799              | 1863             | Dinamarca                   |
| Dorothy Erna Beetle                           | 1918              | 2005             | Estats Units                |
| William Henry Benson                          | 1803              | 1870             | Regne Unit Índia Sud-àfrica |
| Joseph Charles Bequaert                       | 1886              | 1982             | Bèlgica                     |
| Rudolph Bergh                                 | 1824              | 1909             | Dinamarca                   |
| Samuel Stillman Berry                         | 1887              | 1984             | Estats Units                |
| Karl Theodor Beurlen                          | 1901              | 1985             | Alemanya Brasil             |
| Michael Bielz                                 | 1827              | 1898             | Àustria Hongria             |
| Eduard Albert Bielz                           | 1787              | 1866             | Àustria Hongria             |
| William G. Binney                             | 1833              | 1909             | Estats Units                |
| Henry Francis Blanford                        | 1834              | 1893             | Regne Unit                  |
| Willis Blatchley                              | 1859              | 1940             | Estats Units                |
| Caesar Rudolf Boettger                        | 1888              | 1976             | Alemanya                    |
| Oskar Boettger                                | 1844              | 1910             | Alemanya                    |
| Argentino A. Bonetto                          | 1920              | ****             | Brasil                      |
| Ignaz von Born                                | 1742              | 1791             | Àustria                     |
| Filippo Bonanni                               | 1658              | 1723             | Itàlia                      |
| Philippe Bouchet                              | 1953              | ****             | França                      |
| Jules René Bourguignat                        | 1829              | 1892             | França                      |
| John William Brazier                          | 1842              | 1930             | Austràlia                   |
| Theodor Braeucker                             | 1815              | 1882             | Alemanya                    |
| Maurice A. F. Breistroffer                    | 1910              | 1986             | França                      |
| Ignacio Machado Brito                         | 19**              | ****             | Brasil                      |
| William Broderip                              | 1789              | 1858             | Regne Unit                  |
| Thomas Brown                                  | 1785              | 1862             | Regne Unit                  |
| Adolph Cornelis van Bruggen                   | 1929              | ****             | Països Baixos Sud-àfrica    |
| Jean Guillaume Bruguière                      | 1749-50           | 1798             | França                      |
| Spiridon Brusina                              | 1845              | 1909             | Croàcia                     |
| Rykel de Bruyne                               | ****              | ****             | Països Baixos               |
| James Bulwer                                  | 1794              | 1879             | Regne Unit                  |
| John B. Burch                                 | 1929              |                  | Estats Units                |
| Frédéric Cailliaud                            | 1787              | 1869             | França                      |
| Iara Swoboda Calvo                            | 19**              | ****             | Brasil                      |
| Régulo A. Campos Villarroel                   | 1940              | ****             | Xile Veneçuela              |
| Alfred de Candie de Saint-Simon               | 1731              | 1851             | França                      |
| Philip Pearsall Carpenter                     | 1919              | 1877             | UK                          |
| Johann Hieronymus Chemnitz                    | 1730              | 1778             | Alemanya                    |
| Jean-Charles Chenu                            | 1808              | 1879             | França                      |
| Carl Chun                                     | 1852              | 1914             | Alemanya                    |
| George Hubbard Clapp                          | 1858              | 1949             | Estats Units                |
| William J. Clench                             | 1897              | 1984             | Estats Units                |
| Stefan Clessin                                | 1833              | 1911             | Alemanya                    |
| Darcy Closs                                   | 19**              | ****             | Brasil                      |
| Theodore Dru Alison Cockerell                 | 1866              | 1948             | Estats Units                |
| María Codoceo Rojas                           | 1909              | 1998             | Xile                        |
| Arnaldo Campos dos Santos Coelho              | 19**              | ****             | Brasil                      |
| Walter Edward Collinge                        | 1867              | 1947             | Regne Unit                  |
| Phil Colman                                   | ****              | ****             | Austràlia                   |
| José Coltro                                   | 1960              | ****             | Brasil                      |
| Matthew William Kemble Connolly               | 1872              | 1947             | Regne Unit Sud-àfrica       |
| Timothy Abbott Conrad                         | 1803              | 1877             | Estats Units                |
| Charles Montague Cooke, Jr.                   | 1874              | 1948             | Estats Units                |
| William Cooper                                | 1798              | 1864             | Estats Units                |
| Alexandre Édouard Maurice Cossmann            | 1850              | 1924             | França                      |
| Fabio Henrique Assumpção Costa                | 19**              | ****             | Brasil                      |
| Paulo Marcio S. Costa                         | 19**              | ****             | Brasil                      |
| James Hamilton Couper                         | 1794              | 1866             | Estats Units                |
| Joseph Pitty Couthouy                         | 1808              | 1864             | Estats Units                |
| James Charles Cox                             | 18134             | 1912             | Austràlia                   |
| Leslie Reginald Cox                           | 1897              | 1965             | Regne Unit                  |
| Henry Crampton                                | 1875              | 1956             | Estats Units                |
| Joseph Charles Hippolyte Crosse               | 1826              | 1898             | França                      |
| Hugh Cuming                                   | 1791              | 1865             | Regne Unit                  |
| Georges Cuvier                                | 1769              | 1832             | França                      |
| Emanuel Mendez da Costa                       | 1717              | 1791             | Regne Unit                  |
| O Dal Borgo                                   | 1775              | 1856             | Dinamarca Brasil            |
| William Healey Dall                           | 1845              | 1917             | Estats Units                |
| Philippe Dautzenberg                          | 1849              | 1935             | Bèlgica                     |
| Léopold de Folin                              | 1817              | 1886             | França                      |
| Ducros de Saint Germain                       | 1780              | 1860             | Suècia                      |
| Jean Odon Debeaux                             | 1826              | 1910             | França                      |
| Jules Paul Benjamin Delessert                 | 1773              | 1847             | França                      |
| Pierre Denys de Montfort                      | 1766              | 1820             | França                      |
| Richard Dell                                  | 1920              | 2002             | Nova Zelanda                |
| Gérard Paul Deshayes                          | 1795              | 1875             | França                      |
| Charles des Moulins                           | 1798              | 1875             | França                      |
| Antoine Joseph Dezallier d'Argenville         | 1680              | 1765             | França                      |
| Lewis Weston Dillwyn                          | 1778              | 1855             | Regne Unit                  |
| Heinrich Wolfgang Ludwig Dohrn                | 1838              | 1913             | Alemanya                    |
| Osmar Domaneschi                              | 1946              | 2008             | Brasil                      |
| Alcide d'Orbigny                              | 1802              | 1857             | França                      |
| Jacques Philippe Raymond Draparnaud           | 1772              | 1804             | França                      |
| Wilhelm Dunker                                | 1809              | 1885             | Alemanya                    |
| Dominique Dupuy                               | 1812              | 1885             | França                      |
| Georg Eberhard Rumphius                       | 1627              | 1702             | Alemanya Països Baixos      |
| Charles Norton Edgcumbe Eliot                 | 1862              | 1931             | Regne Unit                  |
| Arthur Erskine Ellis                          | 1902              | 1983             | Índia                       |
| William Keith Emerson                         | 1925              |                  | Estats Units                |
| Bob Entrop                                    | 1917              | 1987             | Països Baixos               |
| Adolfo Ernst                                  | 1832              | 1899             | Alemanya Veneçuela          |
| José Espinosa                                 | ****              | ****             | Cuba                        |
| Celso Esteves                                 | 19**              | ****             | Brasil                      |
| Iêda Regina Esteves                           | 19**              | ****             | Brasil                      |
| William Gilbert Fargo                         | 1867              | 1957             | Estats Units                |
| Fernando Fernández                            | 1953              | ****             | Veneçuela                   |
| Cândido Simões Ferreira                       | 19**              | ****             | Brasil                      |
| Luiz Alonso Ferreira                          | 1946              | ****             | Brasil                      |
| James Ferriss                                 | 1849              | 1926             | Estats Units                |
| André Étienne d'Audebert de Férussac          | 1786              | 1836             | França                      |
| Paul Henri Fischer                            | 1835              | 1893             | França                      |
| Celestino Flores                              | 1935              | ****             | Veneçuela                   |
| Edward Forbes                                 | 1815              | 1845             | Regne Unit                  |
| Lothar Forcart, Lothar H. E. W. Forcart       | 1902              | 1990             | Suïssa                      |
| Richard Winslow Foster                        | 1920              | 1964             | Estats Units                |
| Andrew Garrett                                | 1823              | 1887             | Estats Units                |
| David Geyer                                   | 1855              | 1932             | Alemanya                    |
| Jack Gibson-Smith                             | 19**              | ****             | Regne Unit Veneçuela        |
| Winifred Gibson-Smith                         | 19**              | ****             | Regne Unit Veneçuela        |
| Theodore Gill                                 | 1837              | 1914             | Estats Units                |
| Gustave Gilson                                | 1859              | 1944             | Bèlgica                     |
| Johann Freidrich Gmelin                       | 1748              | 1804             | Alemanya                    |
| Henry Haversham Godwin-Austen                 | 1834              | 1923             | Regne Unit                  |
| Carlos N. Gofferge                            | ****              | ****             | Brasil                      |
| Cesar Menna-Barreto Gomes                     | 1942              | ****             | Brasil                      |
| Aljadys Gonzáles                              | 19**              | ****             | Veneçuela                   |
| Joaquín González Hidalgo y Rodríguez          | 1839              | 1923             | Espanya                     |
| Augustus Addison Gould                        | 1805              | 1866             | Estats Units                |
| Arthur Fairfield Gray                         | 1855              | 1944             | Estats Units                |
| Edward Whitaker Gray                          | 1748              | 1806             | Regne Unit                  |
| Elizabeth Gray                                | 1831              | 1924             | Regne Unit                  |
| Francis Calley Gray                           | 1790              | 1856             | Estats Units                |
| John Edward Gray                              | 1800              | 1875             | Regne Unit                  |
| Maria Emma Gray                               | 1787              | 1876             | Regne Unit                  |
| Oliver Peter Gray                             | 18**?             | 19**             | Regne Unit                  |
| Russell Gray                                  | 18**              | 1948             | Estats Units                |
| Sally J. Gray                                 | 1952              | ****             | Estats Units                |
| Samuel Frederick Gray                         | 1766              | 1828             | Regne Unit                  |
| Susan Gray                                    | 1953              | ****             | Estats Units                |
| Thomas Gray                                   | 1820              | 1910             | Regne Unit                  |
| Karl Grobben                                  | 1854              | 1945             | Àustria                     |
| Alexandru Vasile Grossu                       | 1910              | 2004             | Romania                     |
| Niccolò Gualtieri                             | 1688              | 1744             | Itàlia                      |
| Ricardo & Gracy Guerrini                      | 19**              | ****             | Brasil                      |
| Gerard Pierre Laurent Kalshoven Gude          | 1858              | 1924             | Regne Unit                  |
| J T Gulick                                    | 1832              | 1923             | Estats Units                |
| Fritz Haas                                    | 1886              | 1969             | Alemanya                    |
| Samuel Stehman Haldeman                       | 1812              | 1880             | Estats Units                |
| Sylvanus Charles Thorp Hanley                 | 1819              | 1899             | Regne Unit                  |
| Johann Daniel Wilhelm Hartmann                |                   |                  | Alemanya                    |
| Johan Coenraad van Hasselt                    | 1797              | 1823             | Països Baixos               |
| William H. Heard                              | 1930              |                  | Estats Units                |
| Charles Hedley                                | 1862              | 1926             | Austràlia                   |
| Leo George Hertlein                           | 1898              | 1972             | Estats Units                |
| Pierre Aurelio Hoeblich                       | 1929              | ****             | França Veneçuela            |
| Carlos Henckes                                | 1970              | ****             | Brasil                      |
| Pierre Marie Heude                            | 1836              | 1902             | França                      |
| Shintaro Hirase                               | 1884              | 1939             | Japó                        |
| Yoichiro Hirase                               | 1859              | 1925             | Japó                        |
| Thomas George Bond Howes                      | 1853              | 1905             | Regne Unit                  |
| Leslie Hubricht                               | 1908              | 2005             | Estats Units                |
| Christian Hee Hwass                           | 1731              | 1803             | Dinamarca                   |
| Tom Iredale                                   | 1880              | 1972             | Regne Unit                  |
| Arturo Issel                                  | 1842              | 1922             | Itàlia                      |
| John Clarkson Jay                             | 1808              | 1891             | Estats Units                |
| John Gwyn Jeffreys                            | 1809              | 1885             | Regne Unit                  |
| George Johnston                               | 1797              | 1855             | Regne Unit                  |
| Israel Heymann Jonas                          | 1795              | 1851             | Alemanya                    |
| Félix Pierre Jousseaume                       | 1835              | 1921             | França                      |
| Pedro Jurberg                                 | 19**              | ****             | Brasil                      |
| Pieter Kaas                                   | 1915              | 1996             | Països Baixos               |
| Toshie Kawano                                 | 19**              | 2010             | Brasil                      |
| E Alison Kay                                  | 1928              | 2008             | Estats Units                |
| William Keith Brooks                          | 1848              | 1908             | Estats Units                |
| Marc Kempf                                    | ****              | ****             | Brasil                      |
| Mark Kemple                                   | 19**              | ****             | Brasil                      |
| Louis Charles Kiener                          | 1799              | 1881             | França                      |
| Jared Potter Kirtland                         | 1793              | 1877             | Estats Units                |
| Jørgen Knudsen                                | 1918              | ****             | Dinamarca                   |
| Wilhelm Kobelt                                | 1840              | 1916             | Alemanya                    |
| Heinz Albert Kollmann                         | 1939              | ****             | Àustria                     |
| Yoshio Kondo                                  | 1910              | 1990             | Estats Units                |
| Dieter Korn                                   | 1958              | ****             | Alemanya                    |
| Arthur Krause                                 | 1851              | 1920             | Alemanya                    |
| Christian Ferdinand Friedrich Krauss          | 1812              | 1890             | Alemanya                    |
| Endre Krolopp                                 | 1935              | 2010             | Hongria                     |
| Tokubei Kuroda                                | 1886              | 1987             | Japó                        |
| Heinrich Carl Küster                          | 1807              | 1876             | Alemanya                    |
| Frank Fortescue Laidlaw                       | 1876              | 1963             | Regne Unit                  |
| Jean-Baptiste Lamarck                         | 1744              | 1829             | França                      |
| Aurèle La Rocque                              |                   |                  |                             |
| Charles Francis Laseron                       | 1887              | 1959             | Austràlia                   |
| Isaac Lea                                     | 1792              | 1886             | Estats Units                |
| José Henrique Leal                            | 1952              | ****             | Brasil Estats Units         |
| José Eduardo de Alencar Moreira Leme          | 1953              | ****             | Brasil                      |
| Michele Lessona                               | 1823              | 1894             | Itàlia                      |
| Jan Lever                                     | 1922              | ****             | Països Baixos               |
| John Lightfoot                                | 1735              | 1788             | Regne Unit                  |
| Ilya Mikhailovich Likharev                    | 1917              | 2003             | Rússia                      |
| David R. Lindberg                             | 1948              | ****             | Estats Units                |
| Karl Emil Lischke                             | 1813              | 1886             | Alemanya                    |
| Arnould Locard                                | 1841              | 1904             | França                      |
| Cesar J. M. Loideiros Seijo                   | ****              | ****             | Veneçuela                   |
| Sônya Godoy Bueno de Carvalho Lopes           | 19**              | ****             | Brasil                      |
| Vera Lucia Lopes-Pitoni                       | 1951              | ****             | Brasil                      |
| Richard Thomas Lowe                           | 1802              | 1874             | Regne Unit                  |
| Sven Ludvig Lovén                             | 1809              | 1895             | Suècia                      |
| Peter Wilhelm Lund                            | 1801              | 1880             | Dinamarca Brasil            |
| Dochiţa Lupu                                  | ****              | ****             | Romania                     |
| Adolfo Lutz                                   | 1855              | 1940             | Brasil                      |
| Oliver Macsotay                               | 1940              | ****             | Hongria Veneçuela           |
| Edward Henry Madge                            | 1901              | 1970             | Regne Unit                  |
| Virginia Orr Maes                             | 1920              | 1986             | Regne Unit                  |
| Julio Magalhães                               | 19**              | ****             | Brasil                      |
| Ernst Gustav Gotthelf Marcus                  | 1893              | 1968             | Alemanya Brasil             |
| Eveline Agnes du Bois-Reymond Marcus          | 1901              | 1990             | Alemanya Brasil             |
| Jan Marcus                                    | 1702              | 1750             | Països Baixos               |
| Baumar Marín Espinosa                         | ****              | ****             | Veneçuela                   |
| Rafael Martínez Escarbassiere                 | 1926              | ****             | Veneçuela                   |
| Emmanoel A. Martins                           | ****              | ****             | Brasil                      |
| Patrick Marshall                              | 1869              | 1950             | Nova Zelanda                |
| Eduard Carl von Martens                       | 1831              | 1904             | Alemanya                    |
| Friedrich Wilhelm Martini                     | 1729              | 1780             | Alemanya                    |
| Thomas Martyn                                 | 1735              | 1825             | Regne Unit                  |
| Helena Cirino Matthews                        | ****              | ****             | Brasil                      |
| Henry Ramos Matthews                          | 1930              | 2002             | Brasil                      |
| James Hamilton McLean                         | 1936              | ****             | Estats Units                |
| J C McConnell                                 | 1844              | 1904             | Estats Units                |
| Albert Raymond Mead                           | 1915              | 2009             | Estats Units                |
| Rosa L. S. Mello                              | 19**              | ****             | Brasil                      |
| Josué Camargo Mendes                          | 19**              | 19**             | Brasil                      |
| Karl Theodor Menke                            | 1791              | 1861             | Alemanya                    |
| Georgeana de L. C. Meserani                   | 19**              | ****             | Brasil                      |
| Friedrich Christian Meuschen                  | 1719              | 1811             | Alemanya                    |
| Sérgio Mezzalira                              | 19**              | 19**             | Brasil                      |
| Louis André Gaspard Michaud                   | 1795              | 1880             | França                      |
| Jesse Wedgwood Mighels                        | 1795              | 1861             | Estats Units                |
| Adolph Modéer                                 | 1738              | 1799             | Suècia                      |
| Otto Franz von Möllendorff                    | 1848              | 1903             | Alemanya                    |
| Tommaso di Maria Allery Monterosato           | 1841              | 1927             | Itàlia                      |
| Maria Stella de Morais                        | 1***              | 19**             | Brasil                      |
| Otto Andreas Lowson Mörch                     | 1828              | 1878             | Suècia                      |
| José Durado de Alencar Moreira                | 1953              | ****             | Brasil                      |
| Neyde de Souza Moreira                        | 19**              | ****             | Brasil                      |
| Jose Luiz Moreira-Leme                        | 19**              | ****             | Brasil                      |
| Pierre Marie Arthur Morelet                   | 1809              | 1892             | França                      |
| Fabio Moretzsohn                              | 1964              | ****             | Brasil Estats Units         |
| Frederico Waldemar Lange de Morretes          | 1892              | 1954             | Brasil                      |
| Renato Moscatelli                             | 1926              | 1992             | Egipte Itàlia Brasil        |
| Robert C. Murdoch                             | 1861              | 1923             | Austràlia                   |
| Adolf Naef                                    | 1883              | 1949             | Suècia                      |
| Wesley Newcomb                                | 1818              | 1892             | Estats Units                |
| Pierre-Henri Nyst                             | 1813              | 1880             | Països Baixos               |
| Carlos Núñez Cortés                           | 1942              | ****             | Argentina                   |
| Nils Hjalmar Odhner                           | 1884              | 1973             | Suècia                      |
| William Erwood Old, Jr.                       | 1928              | 1982             | Estats Units                |
| Maria Helena Rodrigues de Oliveira            | 19**              | ****             | Brasil                      |
| Maria Inês Mendonça de Oliveira               | 19**              | ****             | Brasil                      |
| Maury Pinto de Oliveira                       | 1914              | 2004             | Brasil                      |
| Paulo Eduardo de Oliveira                     | 1955              | ****             | Brasil                      |
| Arthur Peter Hoblyn Oliver                    | 1918              | 1984             | Regne Unit                  |
| Walter Reginald Brook Oliver                  | 1883              | 1957             | Nova Zelanda                |
| Charles Russell Orcutt                        | 1864              | 1929             | Estats Units                |
| Arnold Edward Ortmann                         | 1863              | 1927             | Alemanya                    |
| Paul Pallary                                  | 1869              | 1942             | França                      |
| Katherine Evangeline Hilton Van Winkle Palmer | 1895              | 1982             | Estats Units                |
| Wladimir Lobato Paraense                      | 1914              | ****             | Brasil                      |
| William Harper Pease                          | 1824              | 1871             | Estats Units                |
| Paul Pelseneer                                | 1863              | 1945             | Bèlgica                     |
| Pablo Enrique Penchaszdeh                     |                   |                  | Argentina Veneçuela         |
| Licia Penna-Neme                              | 19**              | ****             | Brasil                      |
| Isabel Pérez Farfante                         | 1916              | 2009             | Cuba Estats Units           |
| Reinaldo Paul Pérez Machado                   | 1955              | ****             | Cuba Brasil                 |
| George Perry                                  | 1771              | 1***             | Regne Unit                  |
| Sauveur Abel Aubert Petit de la Saussaye      | 1792              | 1870             | França                      |
| Georg Johann Pfeffer                          | 1854              | 1931             | Alemanya                    |
| Carl Pfeiffer                                 | ****              | 1852             | Alemanya                    |
| Carl Jonas Pfeiffer                           | 1779              | 1836             | Alemanya                    |
| Ludwig Karl Georg Pfeiffer                    | 1805              | 1877             | Alemanya                    |
| Henry Augustus Pilsbry                        | 1862              | 1957             | Estats Units                |
| István Pintér                                 | 1911              | 1998             | Hongria                     |
| César Pinto                                   | 1894              | ****             | Brasil                      |
| László Ernö Pintér                            | 1942              | 2002             | Hongria                     |
| Carlo Pollonera                               | 1849              | 1923             | Itàlia                      |
| Winston F. Ponder                             | 1944              | ****             | Nova Zelanda                |
| Guido Poppe                                   | 1954              | ****             | Bèlgica                     |
| Valéry Louis Victor Potiez                    | 1806              | 1870             | França                      |
| Arthur William Baden Powell                   | 1901              | 1987             | Nova Zelanda                |
| Hugh Berthon Preston                          | 1871              | 1945             |                             |
| Antulio Prieto Arcas                          | ****              | ****             | Veneçuela                   |
| Temple Prime                                  | 1832              | 1905             | Estats Units                |
| Daniel Princz                                 | 1953              | ****             | Veneçuela                   |
| Carlos Eduardo Proença                        | 19**              | ****             | Brasil                      |
| Alice Pruvot-Fol                              | 1873              | 1972             | França                      |
| Lewis Radcliffe                               | 1880              | 1950             | Estats Units                |
| Constantine Samuel Rafinesque                 | 1783              | 1840             | França                      |
| Constant A. Récluz                            | 1797              | 1873             | França                      |
| Lovell Augustus Reeve                         | 1814              | 1865             | Regne Unit                  |
| Harald Alfred Rehder                          | 1907              | 1996             | Estats Units                |
| Lois Corea Rehder                             | 1911              | 1988             | Estats Units                |
| Esprit Requien                                | 1788              | 1851             | França                      |
| Otto von Retowski                             | 1849              | 1925             | Polònia Rússia              |
| Hugo Rezende                                  | 19**              | ****             | Brasil                      |
| Gotthard Richter                              | ****              | ****             | Alemanya                    |
| Gilberto Righi                                | 1931              | 1999             | Brasil                      |
| Hendrik van Rijgersma                         | 1835              | 1877             | Països Baixos               |
| Eliézer de Carvalho Rios                      | 1921              | ****             | Brasil                      |
| Germán Robaina                                | ****              | ****             | Veneçuela                   |
| Robert Robertson                              | 1934              | 20**             | Regne Unit Estats Units     |
| Guy Coburn Robson                             | 1888              | 1945             | Regne Unit                  |
| Cristina A. Rocha-Barreora                    | 19**              | ****             | Brasil                      |
| Antonio Carlos Rocha-Campos                   | 1937              | ****             | Brasil                      |
| Jean-Pierre Rocroi                            | ****              | ****             | França                      |
| Peter Friedrich Röding                        | 1767              | 1846             | Alemanya                    |
| Thomas Rogers                                 | 1827              | 1901             | Regne Unit                  |
| Emilio Rolán                                  | 1935              | ****             | Espanya                     |
| Caroline E. Rooney                            | ****              |                  |                             |
| Landon Timmonds Ross, Jr.                     | 1942              | ****             | Estats Units                |
| William B. Rudman                             | 194               | ****             | Nova Zelanda                |
| John Ruskin                                   | 1819              | 1900             | Regne Unit                  |
| Vasiliy E. Ruzhentsev                         | 1899              | 1978             | Rússia                      |
| Luitfried von Salvini-Plawen                  | 1939              | ****             | Àustria                     |
| Eurico Santos                                 | 19**              | ****             | Brasil                      |
| Madoka Sasaki                                 | ****              | 1927             | Japó                        |
| Takenori Sasaki                               | 19**              | ****             | Japó                        |
| Thomas Say                                    | 1787              | 1834             | Estats Units                |
| Christoffer Schander                          | 1960              | ****             | Suècia Noruega              |
| Eduardo Schirrmeister                         | 1969              | ****             | Brasil                      |
| Otto Heinrich Schindewolf                     | 1896              | 1971             | Alemanya                    |
| Heinrich Christian Friedrich Schumacher       | 1757              | 1830             | Dinamarca                   |
| Héctor Severyn                                | ****              | ****             | Veneçuela                   |
| Bohumil Shimek                                | 1861              | 1937             | Estats Units                |
| Robert James Shuttleworth                     | 1810              | 1874             | Regne Unit Suïssa           |
| María Isabel Scott Hylton                     | 1889              | 1990             | Argentina                   |
| Hartwig Schütt                                | 1923              | 2009             | Alemanya                    |
| Luiz Ricardo L. Simone                        | 1962              | ****             | Brasil                      |
| Charles Torrey Simpson                        | 1846              | 1932             | Estats Units                |
| Heinrich Simroth                              | 1851              | 1917             | Alemanya                    |
| Claude Sionnest                               | 1749              | 1820             | França                      |
| Allen K. Smith                                | 19**              | ****             | Estats Units                |
| Allyn Goodwin Smith                           | 1893              | 1976             | Estats Units                |
| Annie Mills Smith                             | 1897              | ****             | Estats Units                |
| Arthur Donaldson Smith                        | 1864              | 1939             | Regne Unit                  |
| Brian John Smith                              | 1939              | 2006             | Regne Unit Austràlia        |
| Burnett Smith                                 | 1877              | 1958             | Estats Units                |
| Charles Smith                                 | 1715              | 1762             | Irlanda                     |
| Colleen M. Smith                              | 1919              | ****             | Estats Units                |
| Diderick Smith                                | ****              | ****             | Alemanya Països Baixos      |
| Doris Amelia Smith                            | 1908              | 1992             | Sud-àfrica                  |
| Douglas G. Smith                              | 1945              | ****             | Estats Units                |
| Edgar Albert Smith                            | 1847              | 1916             | Regne Unit                  |
| Edmund Hobart Smith                           | 1935              | ****             | Estats Units                |
| Egbert T. Smith                               | ****              | 1973?            | Estats Units                |
| Elsie C. Smith                                | 19**              | ****             |                             |
| Emily Williams Smith                          | 1908              | 1978             | Estats Units                |
| Eric Richard Anthony Smith                    | 1953              | ****             | Estats Units                |
| Ernest Rice Smith                             | 1891              | 1952             | Estats Units                |
| Eugene Allen Smith                            | 1841              | 1927             | Estats Units                |
| Francis A. Smith                              | ****              | 1983             | Estats Units                |
| Harlan Ingersoll Smith                        | 1872              | 1940             | Estats Units Canadà         |
| Harry M. Smith                                | ****              | 1974?            | Estats Units                |
| Herbert Huntington Smith                      | 1851              | 1919             | Estats Units                |
| Illene Harper Smith                           | 1905              | ****             | Estats Units                |
| James Smith                                   | 1782              | 1867             | Irlanda                     |
| James Edward Smith                            | 1759              | 1828             | Regne Unit                  |
| James Perrin Smith                            | 1864              | 1931             | Estats Units                |
| Judith Terry Smith                            | 1940              | ****             | Estats Units                |
| Julian Smith                                  | 1920              | 20**             | Estats Units                |
| Lillian Cassat Smith                          | 1900              | 1971             | Estats Units                |
| Lourens Johannes Smith                        | 19**              | 2003             | Sud-àfrica                  |
| Maxwell Smith                                 | 1888              | 1961             | Estats Units                |
| Maxwell Smith                                 | ****              | 1946?            | Estats Units                |
| Michael Dillon Smith                          | 1938              | ****             | Estats Units                |
| Muriel F. I. Smith                            | 19**              | ****             | Canadà                      |
| Ralph Ingram Smith                            | 1916              | 1993             | Estats Units                |
| Ray Fred Smith                                | 1919              | ****             | Estats Units                |
| Sanderson Smith                               | 1832              | 1915             | Regne Unit                  |
| Shelagh M. Smith                              | 19**              | ****             | Regne Unit                  |
| Sidney Irving Smith                           | 1843              | 1926             | Estats Units                |
| Terry Smith                                   | ****              | 1979             | Estats Units                |
| Uselma C. Smith                               | 1841              | 1902             | Estats Units                |
| Vivienne Smith                                | ****              | ****             | Estats Units                |
| Walter L. Smith                               | 1918              | ****             | Estats Units                |
| William Smith                                 | 1769              | 1839             | Regne Unit                  |
| William A. Smith                              | ****              | 1964?            | Estats Units                |
| William Walter Smith                          | 1852              | 1942             | Nova Zelanda                |
| Gaspar Soares                                 | 1***              | 19**             | Brasil                      |
| George Alan Solem                             | 1931              | 1990             | Estats Units                |
| Árpád Soós                                    | 1912              | 1991             | Hongria                     |
| Lajos Soós                                    | 1879              | 1972             | Hongria                     |
| Louis François Auguste Souleyet               | 1811              | 1852             | França                      |
| George Brettingham Sowerby I                  | 1788              | 1854             | Regne Unit                  |
| George Brettingham Sowerby II                 | 1812              | 1884             | Regne Unit                  |
| George Brettingham Sowerby III                | 1843              | 1921             | Regne Unit                  |
| James Sowerby                                 | 1757              | 1822             | Regne Unit                  |
| James DeCarle Sowerby                         | 1787              | 1871             | Regne Unit                  |
| Gerard Spaink                                 | 1928              | 2005             | Països Baixos               |
| Lorenz Spengler                               | 1720              | 1807             | Suècia Dinamarca            |
| Yaroslav Igorevich Starobogatov               | 1932              | 2004             | Rússia                      |
| Robert Edwards Carter Stearns                 | 1827              | 1909             | Estats Units                |
| William Stimpson                              | 1832              | 1872             | Estats Units                |
| Hermann Strebel                               | 1834              | 1915             | Alemanya Mèxic              |
| Samuel Emanuel Studer                         | 1757              | 1834             | Suïssa                      |
| Rudolf Sturany                                | 1867              | 1935             | Àustria                     |
| Henry Suter                                   | 1841              | 1918             | Nova Zelanda                |
| William John Swainson                         | 1789              | 1855             | Regne Unit Nova Zelanda     |
| Ernest Ruthven Sykes                          | 1867              | 1954             | Regne Unit                  |
| Cesare Maria Tapparone-Canefri                | 1838              | 1891             | Itàlia                      |
| Dwight Willard Taylor                         | 1932              | 2006             | Estats Units                |
| Maria Tereza Lopes Teixeira                   | 19**              | ****             | Brasil                      |
| Jaime Tello                                   | ****              | ****             | Veneçuela                   |
| Johan Jacob Tesch                             | 1877              | 1954             | Països Baixos               |
| Pieter Tesch                                  | 1879              | 1961             | Països Baixos               |
| William Theobald                              | 1829              | 1908             | Estats Units                |
| Johannes Thiele                               | 1860              | 1935             | Alemanya                    |
| Silvan C. Thiengo                             | 19**              | ****             | Brasil                      |
| José Willibaldo Thomé                         | 1930              | ****             | Brasil                      |
| John Read le Brockton Tomlin                  | 1864              | 1954             | Regne Unit                  |
| Luiz Roberto Tostes                           | 19**              | ****             | Brasil                      |
| Franz Hermann Troschel                        | 1810              | 1882             | Alemanya                    |
| George Washington Tryon                       | 1838              | 1888             | Estats Units                |
| Ruth Turner                                   | 1762              | 1835             | Regne Unit                  |
| William Turton                                | 1762              | 1835             | Regne Unit                  |
| William Irvin Utterback                       | 1872              | 1949             | Estats Units                |
| Albert Jean Baptiste Marie Vayssière          | 1854              | 1942             | França                      |
| Jorge Vaz                                     | 19**              | ****             | Brasil                      |
| Inga Ludmila Veitenheimer-Mendes              | 19**              | ****             | Brasil                      |
| José Mariano da Conceição Velloso             | 1742              | 1811             | Portugal Brasil             |
| Bernard Verdcourt                             | 1925              | ****             | Regne Unit                  |
| Geerat J. Vermeij                             | ****              | ****             | Països Baixos Estats Units  |
| Juliana M. Aderaldo Vidal                     | 19**              | ****             | Brasil                      |
| Antoni Józef Wagner                           | 1860              | 1928             | Polònia Àustria             |
| Carroll Marshall Wagner                       | 19??              | ****             | Estats Units                |
| Frances Eleanor Wagner                        | 1916              | ****             | Estats Units                |
| Frances Joan Estelle Wagner                   | 1927              | ****             | Canadà                      |
| Genevieve Wagner                              | ****              | 1979             | Estats Units                |
| Janós Wagner                                  | 1906              | 1948             | Hongria                     |
| Johann Andreas Wagner                         | 1797              | 1861             | Alemanya                    |
| Johann Jacob Wagner                           | 1641              | 1695             | Alemanya                    |
| Robert Jacob Lewis Wagner                     | 1905              | 1992             | Estats Units                |
| Rudolph Wagner                                | 1805              | 1864             | Alemanya                    |
| W M Wagner                                    | 1926              | 1991             | Països Baixos               |
| William Wagner                                | 1796              | 1885             | Estats Units                |
| Bryant Walker                                 | 1856              | 1936             | Estats Units                |
| Robert Boog Watson                            | 1823              | 1910             | Regne Unit                  |
| William Henry Webster                         |                   | 1931             | Nova Zelanda                |
| Wilhelm August Wenz                           | 1886              | 1945             | Alemanya                    |
| Carl Agardh Westerlund                        | 1831              | 1908             | Suècia                      |
| Wolfgang Karl Weyrauch                        | 1907              | 1970             | Alemanya                    |
| Gilbert Percy Whitley                         | 1903              | 1975             | Regne Unit Austràlia        |
| Carl Arend Friedrich Wiegmann                 | 1836              | 1901             | Alemanya                    |
| Thomas Vernon Wollaston                       | 1822              | 1878             | Regne Unit                  |
| Bernard Barham Woodward                       | 1853              | 1930             | Regne Unit                  |
| Charles B. Wurtz                              | 1916              | 1982             | Estats Units                |
| Sônia Zanotti Xavier                          | ****              | ****             | Brasil                      |
| Gordon Yamakawa                               | 1885              | 1910             | Japó                        |
| Takaharu Yamamoto                             | 1908              | 1950             | Japó                        |
| Matajiro Yokoyama                             | 1860              | 1942             | Japó                        |
| Ismael Fabricio Zanardini                     | 1928              | 2007             | Brasil                      |
| Adolf Michael Zilch                           | 1911              | 2006             | Alemanya                    |